# Milt Palacio
Milt Palacio, né le 7 février 1978 à Los Angeles aux États-Unis, est un joueur américano-bélizien de basket-ball, évoluant au poste de meneur.

## Carrière
Au cours de ses sept ans de carrière dans la NBA, de 1999 à 2006, Palacio a joué pour les Grizzlies de Vancouver, les Celtics de Boston, les Phoenix Suns, les Cleveland Cavaliers, les Raptors de Toronto et l’Utah Jazz, avec une moyenne de 4,8 points par match en carrière.
Son exploit le plus remarquable a été de frapper fort pour les Celtics lors de leur victoire choquante sur les Nets du New Jersey le 28 décembre 2000. Alors que les Nets menaient de 111 à 109, ils étaient à égalité avec moins de 2 secondes. Palacio a volé une passe Lucious Harris et jeta un coup hors équilibre avec une main de 30 pieds. Improbablement, le coup a été fait, donnant aux Celtics une victoire de 112–111. Les écrivains de basketball surnommèrent Palacio avec le surnom de "Miracle Milt", en reconnaissance de cet incroyable incident.
Malgré une solide saison avec le Jazz, Palacio était un joueur autonome au début de la pré-saison 2006-2007. Il a finalement découvert les SuperSonics de Seattle, mais a été éliminé avant le début de la saison régulière, incapable de déloger Mike Wilks en tant que meneur de la troisième corde derrière Luke Ridnour et Earl Watson.
Au cours de la saison 2007-2008, Palacio a commencé une aventure à l'étranger en signant pour l'ex-champion d'Europe le Partizan en Serbie. Tout en luttant avec force parfois pour commencer l'année, il a appris le jeu européen rapidement, jouer un grand basket - ball dans la deuxième moitié de la saison et d'être nommé Euroligue MVP » pour le mois de Mars 2008, aidant le Partizan à atteindre les 8 derniers de la compétition pour la première fois en 10 ans. En cette saison Palacio a remporté la triple couronne avec Partizan, remportant la Ligue de basket-ball de Serbie, Coupe de Serbie et de la Ligue ABA.
Au cours de la période de transfert de l'été 2008, Palacio a rejoint l'équipe russe Khimki. Après une année, en septembre 2009, il a rejoint le Partizan, mais a été libéré de son contrat quelques semaines plus tard, après qu'il n'a pas rejoint l'équipe à temps. Le 5 janvier 2010, Palacio a signé un contrat avec l'équipe de la Ligue grecque Kavala. En 16 matchs pour Kavala, Palacio a obtenu une moyenne de 10,3 points, 2,6 passes décisives et 2,6 rebonds par match, ce qui a permis au club d’éviter la relégation.
Le 4 mai 2010, Palacio a déménagé en Espagne et a signé avec Caja Laboral à la fin de la saison 2009-2010. Il a aidé l’équipe basque à remporter le titre national pour la troisième fois de l’histoire du club, battant Barcelone 3–0 dans la série finale. Il est ensuite retourné à Kavala en août 2010 pour signer un contrat d'un an. Il a obtenu une moyenne de 15,7 points, 3,8 aides et 1,3 vol en saison régulière, et a ainsi mené l’équipe aux séries éliminatoires. Après l’élimination de l’équipe par PAOK, Palacio s’est de nouveau installé à Caja Laboral jusqu’à la fin de la saison 2010-11.
En août 2011, le Palacio a signé un contrat d'un an avec Blu: Seņs Monbus, où il affiche en moyenne 6.4 points et 2.4 passes décisives dans la saison 2011-12. Durant l'été 2012, Palacio a joué pour les Piratas de Quebradillas à Porto Rico. Il a commencé la saison 2012-13 avec Bnei HaSharon en Israël, mais a terminé avec Lietuvos rytas en Lituanie.